# Neotrichia
Neotrichia är ett släkte av nattsländor. Neotrichia ingår i familjen smånattsländor.

## Dottertaxa tillNeotrichia, i alfabetisk ordning[1]
- Neotrichia abbreviata
- Neotrichia abbreviatoides
- Neotrichia aequispina
- Neotrichia alabamensis
- Neotrichia alata
- Neotrichia anahua
- Neotrichia angulata
- Neotrichia arista
- Neotrichia arkansasensis
- Neotrichia armata
- Neotrichia armitagei
- Neotrichia baritu
- Neotrichia bifida
- Neotrichia biuncifera
- Neotrichia botonia
- Neotrichia brevispina
- Neotrichia browni
- Neotrichia bullata
- Neotrichia cameria
- Neotrichia canixa
- Neotrichia caxima
- Neotrichia cayada
- Neotrichia chana
- Neotrichia charrua
- Neotrichia chilensis
- Neotrichia collata
- Neotrichia colmillosa
- Neotrichia colombiensis
- Neotrichia corniculans
- Neotrichia cuernuda
- Neotrichia delgadeza
- Neotrichia dientera
- Neotrichia digitata
- Neotrichia dikeros
- Neotrichia downsi
- Neotrichia dubitans
- Neotrichia durior
- Neotrichia edalis
- Neotrichia elongata
- Neotrichia eroga
- Neotrichia ersitis
- Neotrichia esmalda
- Neotrichia exicoma
- Neotrichia falca
- Neotrichia falcifera
- Neotrichia filifera
- Neotrichia flowersi
- Neotrichia gotera
- Neotrichia halia
- Neotrichia heleios
- Neotrichia hiaspa
- Neotrichia interrupta
- Neotrichia iridescens
- Neotrichia jarochita
- Neotrichia juani
- Neotrichia juntada
- Neotrichia kitae
- Neotrichia lacertina
- Neotrichia lobata
- Neotrichia longissima
- Neotrichia lucrecia
- Neotrichia malickyi
- Neotrichia maria
- Neotrichia mentonensis
- Neotrichia minutisimella
- Neotrichia mobilensis
- Neotrichia napoensis
- Neotrichia negroensis
- Neotrichia nesiotes
- Neotrichia noteuna
- Neotrichia novara
- Neotrichia numii
- Neotrichia okopa
- Neotrichia olorina
- Neotrichia orejona
- Neotrichia osmena
- Neotrichia ovona
- Neotrichia oxima
- Neotrichia palma
- Neotrichia pequenita
- Neotrichia picada
- Neotrichia pinarenia
- Neotrichia proboscidea
- Neotrichia riegeli
- Neotrichia riparia
- Neotrichia rotundata
- Neotrichia sala
- Neotrichia salada
- Neotrichia sepulga
- Neotrichia sicilicula
- Neotrichia soleaferrea
- Neotrichia sonora
- Neotrichia sucusaria
- Neotrichia tauricornis
- Neotrichia tertia
- Neotrichia teutonia
- Neotrichia tirabuzona
- Neotrichia tubulifera
- Neotrichia tuxtla
- Neotrichia unamas
- Neotrichia unispina
- Neotrichia vibrans
- Neotrichia xicana
- Neotrichia yagua
- Neotrichia yanomonoa